# Europees kampioenschap voetbal vrouwen onder 17 - 2009

Gekwalificeerde landen

Het Europees kampioenschap voetbal vrouwen onder 17 van 2009 (kortweg: EK voetbal vrouwen -17) was 2de editie van het Europees kampioenschap voetbal vrouwen onder 17 en is bedoeld voor speelsters die op of na 1 januari 1992 geboren zijn. Ondanks de leeftijdgrens van 17 jaar mogen ook spelers van 18 jaar meespelen omdat de leeftijdsgrens alleen bij het begin van de kwalificatie voor het EK geldt. Het toernooi zal van 22 juni 2009 tot en met 25 juni 2009 in Zwitserland worden gehouden. In tegenstelling tot andere toernooien is het gastland niet automatisch geplaatst.Duitsland prolongeerde zijn titel .

## Stadions
| Stadion          | Plaats |
| ---------------- | ------ |
| Colovray stadion | Nyon   |

## Geplaatste teams
- Duitsland
- Frankrijk
- Noorwegen
- Spanje

## Halve finale
|                          |           |       |        |                                     |
| 22 juni 2009 14:30 UTC+1 | Noorwegen | 0 – 2 | Spanje | Colovray stadion, Nyon, Zwitserland |
| 22 juni 2009 14:30 UTC+1 |           |       |        | Colovray stadion, Nyon, Zwitserland |

|                          |           |       |           |                                     |
| 22 juni 2009 18:30 UTC+1 | Frankrijk | 1 – 4 | Duitsland | Colovray stadion, Nyon, Zwitserland |
| 22 juni 2009 18:30 UTC+1 |           |       |           | Colovray stadion, Nyon, Zwitserland |

## Wedstrijd voor 3e plaats
|                          |           |       |           |                                     |
| 25 juni 2009 11:00 UTC+1 | Noorwegen | 1 – 3 | Frankrijk | Colovray stadion, Nyon, Zwitserland |
| 25 juni 2009 11:00 UTC+1 |           |       |           | Colovray stadion, Nyon, Zwitserland |

## Finale
|                          |        |       |           |                                     |
| 25 juni 2009 14:30 UTC+1 | Spanje | 0 – 7 | Duitsland | Colovray stadion, Nyon, Zwitserland |
| 25 juni 2009 14:30 UTC+1 |        |       |           | Colovray stadion, Nyon, Zwitserland |